# Гиппс, Томми
То́мас Сэ́вилл Гиппс (англ. Thomas Savill Gipps; январь 1888 — 7 января 1956) — английский футболист, хавбек.

## Биография
Уроженец Уолтемстоу, Томми начал футбольную карьеру в местном клубе «Уолтемстоу Авеню». В 1907 году перешёл в другой лондонский клуб «Тоттенхэм Хотспур». Провёл в команде три года, но так и не смог пробиться в основной состав. В 1910 году перешёл в клуб Ланкаширской комбинации «Барроу». В сезоне 1911/12 помог своему клубу занять 4-е место в Первом дивизионе Ланкаширской комбинации. Своей «впечатляющей игрой» привлёк внимание ряда клубов Футбольной лиги.
В мае 1912 года перешёл в «Манчестер Юнайтед». В основном составе дебютировал 25 декабря 1912 года в матче против «Челси» на «Стэмфорд Бридж», в котором «Юнайтед» одержал победу со счётом 4:1. В том матче вратарь «Юнайтед» Бобби Бил отразил удар Джимми Шарпа с одиннадцатиметровой отметки. Всего в сезоне 1912/13 Гиппс провёл 2 матча. В сезоне 1913/14 провёл в основном составе 11 матчей, периодически подменяя одного из хавбеков — Дика Дакворта, Мики Хэмилла, Джозефа Хейвуда и Джорджа Хантера. В сезоне 1914/15 провёл за команду 10 матчей.
После остановки официальных турниров в связи с войной Гиппс продолжал выступать за «Манчестер Юнайтед» в военной лиге, сыграв в 34 матчах (из 36) в сезоне 1915/16.
В середине 1916 года Гиппс вступил в ряды Британской армии в ранге рядового под номером DM2/179124. Проходил службу в службе тылового обеспечения (англ. Royal Army Service Corps) за пределами Великобритании. В 1919 году был демобилизован и вернулся в «Манчестер Юнайтед», однако в основном составе больше не появлялся и в мае 1920 года покинул клуб в качестве свободного агента. Всего провёз за «Юнайтед» 23 официальных матча (все — в довоенный период).
После ухода из «Манчестер Юнайтед» вернулся в Эссекс, где проживал по адресу Стэйшн-роуд, 3, Уолтемстоу, до момента своей смерти 7 января 1956 года. Он завещал своей вдове Элис 4437 фунтов стерлингов.